# Enneobranchus
Enneobranchus is een geslacht van kreeftachtigen uit de klasse van de Malacostraca (hogere kreeftachtigen).

## Soorten
- Enneobranchus bermudensis García-Gómez, 1988
- Enneobranchus flavioculatus García-Gómez, 1988
- Enneobranchus markhami García-Gómez, 1988